# Ponto de interrogação
O ponto de interrogação é uma pontuação representada pelo sinal gráfico "?". Ele tem a função de induzir o leitor a entoar a frase em que ele é colocado como uma pergunta ou uma dúvida.
Ele é usado por todas as formas de escritas de origem romana. Sem pontos de interrogação, uma frase não pode ser entendida como pergunta, transformado-se em afirmação.
Denotada um sinal de dúvida, de procura por uma resposta.

## Origem do ponto de interrogação

Uma hipótese para a origem do ponto de interrogação apontaria para o uso da palavra quaestio ("questão" em latim) colocada ao fim de uma frase para indicar uma pergunta. Para economizar espaço, ela teria sido abreviada duas vezes. Primeiro para qo e depois para um q minúsculo posto sobre um o, transformando-se no embrião do atual ponto de interrogação.

## Utilização do ponto de interrogação
O ponto de interrogação é utilizado em frases interrogativas diretas. Já nas orações indiretas o sinal é substituído pelo ponto final, veja o exemplo abaixo:
- Frase interrogativa direta – Moço, que horas são?
- Frase interrogativa indireta – Gostaria de saber quem falou as horas para o João.[2]

## Outras línguas
Castelhano

Ponto de interrogação usado em castelhano.

O sinal pode variar de uma linguagem para a outra. A língua castelhana, por exemplo, usa dois sinais de interrogação, um no começo da oração e outro no fim, sendo o primeiro grafado de ponta-cabeça: " ¿Qué te pasa? ". É assim utilizado pois auxilia na linguagem oral, pois o leitor pode se orientar e saber com que tipo de frase se deparou, diferenciando a entonação. Isto é ainda mais importante quando a pergunta é longa ou vem embutida dentro de outra frase.